# Max Seifriz
Max Seifriz (Rottweil, 1827 - Stuttgart, 1885) fou un compositor alemany.
Fou deixeble de Täglichsbert, i el 1841 com a violí en la capella del príncep de Hohenzollern, i el 1849 passà al teatre Municipal de Zúric i el 1853 fou nomenat director d'orquestra de la cort del príncep Hohenzollern, amb residència a Löwenberg, finalment el 1871 aconseguí el càrrec de director de la música de la cort a Stuttgart.
Les seves obres consisteixen en la música per Die Junfrau von Orleans, una obertura, una simfonia, cors per a veus d'home, etc. Una col·laboració amb Singer publicà: Grosse theodoresbuch-praktische Violinschule.